# Jerker Rönnberg
Jerker Rönnberg, född 21 maj 1953 i Backe, Västernorrland, professor i psykologi med inriktning på handikappvetenskap vid Linköpings universitet.
Rönnberg blev fil.dr i psykologi vid Uppsala universitet 1980, docent vid Umeå universitet 1981, lektor vid Linköpings universitet 1983. Han var gästforskare vid University of Toronto 1983–1984 och är sedan 1997 professor vid Linköpings universitet. Han är föreståndare för Institutet för handikappvetenskap och Linnécentrum HEAD.
Rönnberg har en bakgrund i minnespsykologi och har inriktat sin forskning på studier om kommunikation, handikapp och kognitionens betydelse för hörsel. Han har bland annat studerat samspelet mellan signalbehandlingen i hörhjälpmedel och arbetsminnets kapacitet, vilket ökar möjligheterna att anpassa hörhjälpmedel individuellt. Rönnberg räknas som världsledande inom sitt område och har etablerat kognitiv hörselvetenskap som ett nytt vetenskapsområde.